# Transenna

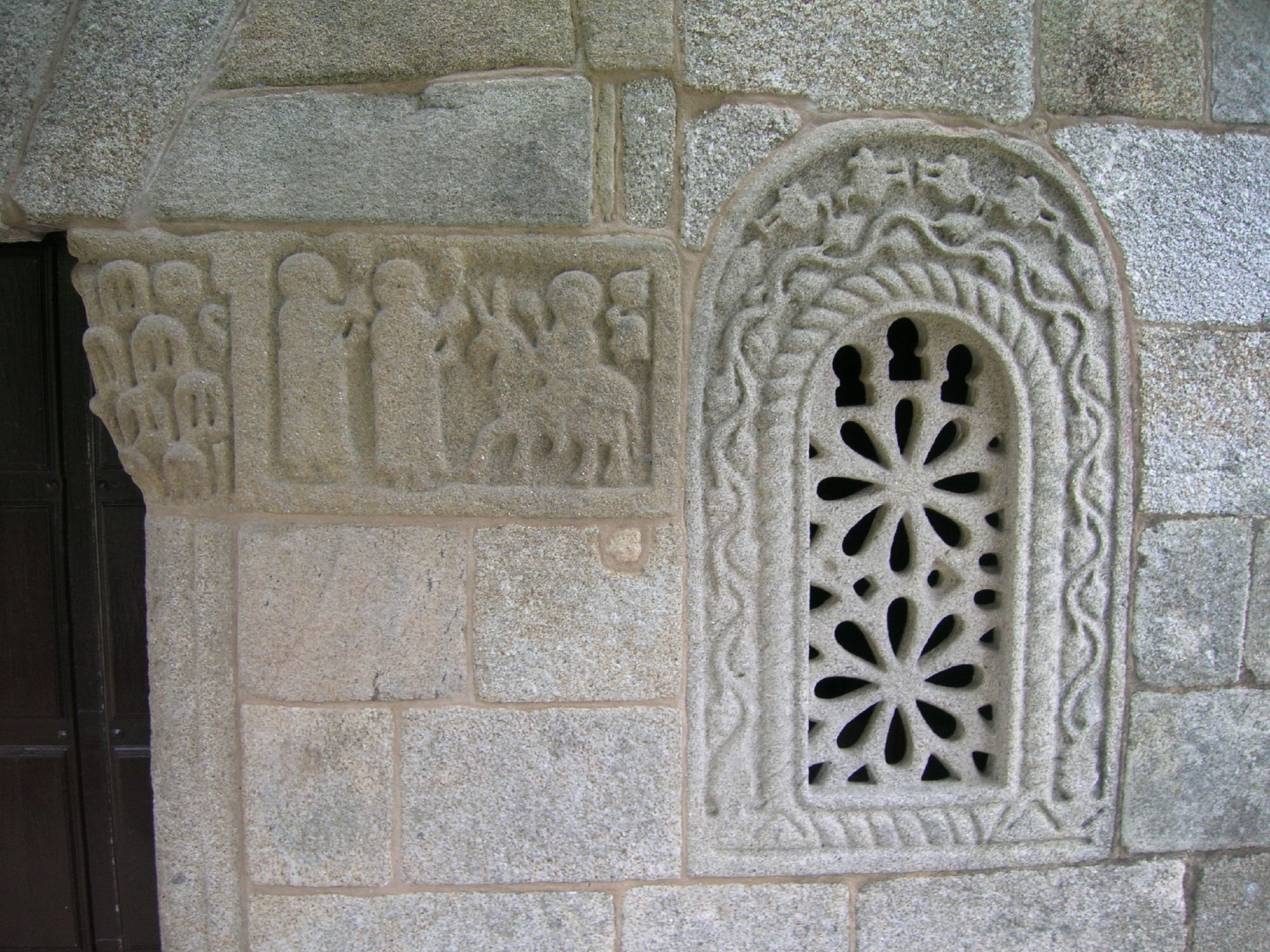
Transenna in de kapel San Ginés de Francelos, Galicië.

Transenna (meervoud transenne) is in de architectuur een stenen, marmeren of metalen plaat met openingen erin, dikwijls gebeeldhouwd, die samen een decoratief geheel vormen. Ze werden verticaal opgesteld om plaatsen of objecten af te schermen, bijvoorbeeld als koorhek of rondom het graf of de relieken van een heilige.
In de Byzantijnse, Karolingische en preromaanse kerken werden ze gebruikt om vensteropeningen af te sluiten. In die functie hadden ze naast het decoratieve aspect ook de bedoeling voor licht en verluchting binnen het gebouw te zorgen. Achter of in de transenna werd soms een fijn houten maaswerk geplaatst om te verhinderen dat vogels via de openingen in het gebouw zouden komen. In andere gevallen werden de openingen gevuld met een doorschijnend materiaal zoals albaster en werd de transenna dus eigenlijk een venster. Transenne als venster werden vanaf de romaanse periode vervangen door vensters in glas.

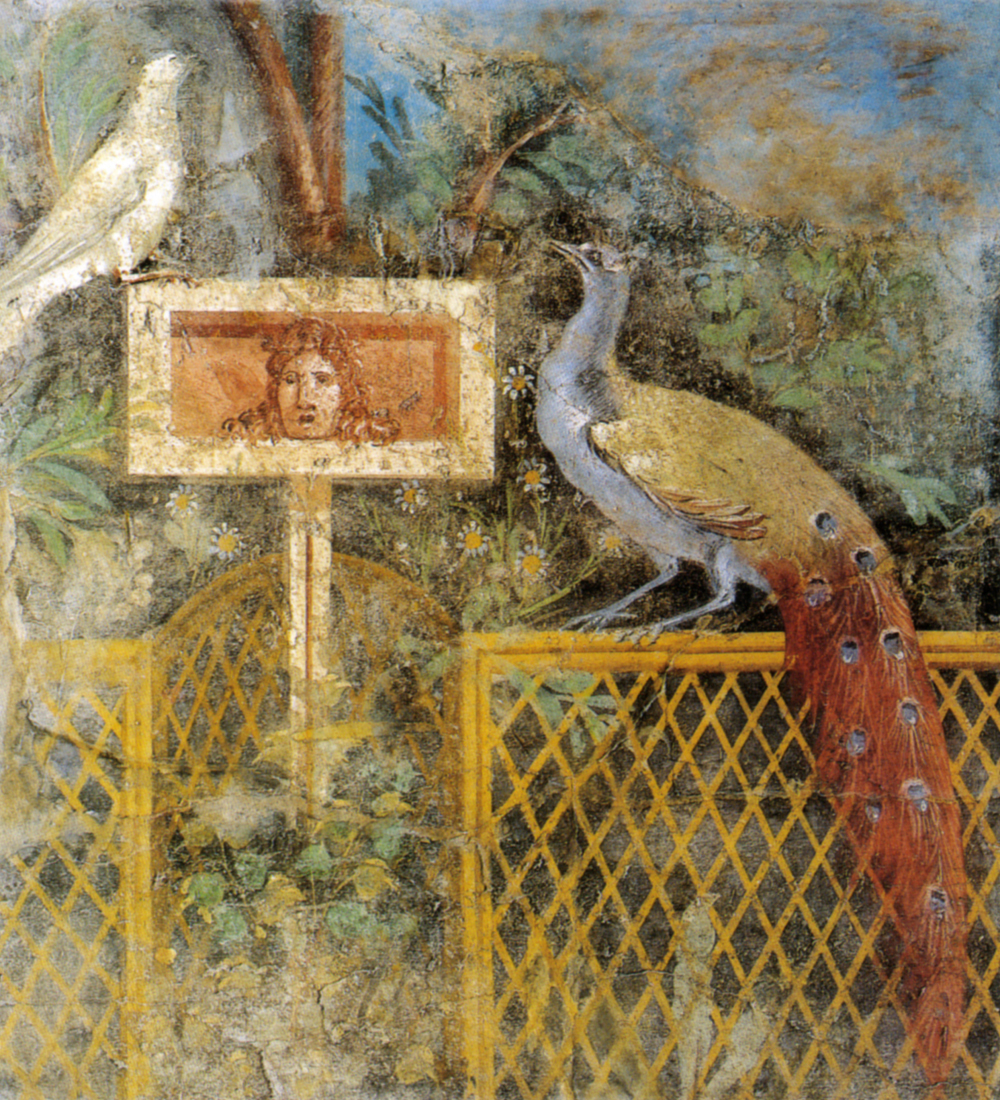
Fresco uit Pompei met een transenna in een tuin.

Bij de Romeinen was de transenna een traliewerk dikwijls van aaneengesloten vierkanten met hun diagonalen, van ruiten of van andere geometrische patronen. Transenne als afsluiting werden ook lang na de preromaanse tijd nog gebruikt, een beroemd voorbeeld is de transenna in de Sixtijnse Kapel die gebouwd werd tussen 1473 en 1481. Donatello maakte nog een prachtig exemplaar voor de "sagrestia vecchia" van de Sint-Laurensbasiliek in Florence. Maar ook in recentere gebouwen zoals het National Museum of Natural History in Washington D.C. werd het raam boven de ingang nog voorzien van een transennamotief.